# Kate Mara
Kate Rooney Mara (/ˈmɛərə/ MAIR-ə; n. 27 februarie 1983) este o actriță americană. Este cel mai bine cunoscut pentru apariția sa în drama-politică Culisele puterii ca Zoe Barnes și a apărut la Fox TV in serialul 24 ca analist-programator Shari Rothenberg. Ea și-a făcut filmul ei de debut în 1999, în filmul Random Hearts. Ea a apărut în filmul "Brokeback Mountain" (2005), We are Marshall (2006), Shooter (2007), Transsiberian (2008), Stone of Destiny (2008), The open Road (2009), Transcendence (2014), The Martian (2015), Morgan (2016), și Megan Leavey (2017). De asemenea, ea a apărut în programul FX, în serialul American Horror Story: Murder House (2011) ca Hayden McClaine și în filmul Fantastic Four (2015) ca Susan "Sue" Storm / Femeia Invizibilă.

## Filmografie
| Year | Title                                  | Role                        | Notes                             |
| ---- | -------------------------------------- | --------------------------- | --------------------------------- |
| 1999 | Joe the King                           | Allyson                     |                                   |
| 1999 | Random Hearts                          | Jessica Chandler            |                                   |
| 2002 | Tadpole                                | Miranda Spear               |                                   |
| 2004 | Time Well Spent                        | Girl                        | Short film                        |
| 2004 | Peoples                                | Jessica                     |                                   |
| 2004 | Prodigy                                |                             |                                   |
| 2005 | Urban Legends: Bloody Mary             | Samantha "Sam" Owens        | Direct to video                   |
| 2005 | Brokeback Mountain                     | Alma Del Mar Jr. (age 19)   |                                   |
| 2005 | The Californians                       | Zoe Tripp                   |                                   |
| 2006 | Zoom                                   | Summer Jones / Wonder       |                                   |
| 2006 | Fireflies                              | Taylor                      |                                   |
| 2006 | We Are Marshall                        | Annie Cantrell              |                                   |
| 2007 | Full of It                             | Annie Dray                  |                                   |
| 2007 | Shooter                                | Sarah Fenn                  |                                   |
| 2008 | Transsiberian                          | Abby                        |                                   |
| 2008 | Stone of Destiny                       | Kay Matheson                |                                   |
| 2009 | Big Guy                                | Kate                        | Short film                        |
| 2009 | TheOpen Road                           | Lucy                        |                                   |
| 2010 | Happythankyoumoreplease                | Mississippi                 |                                   |
| 2010 | Iron Man 2                             | U.S. Marshal                |                                   |
| 2010 | 127 Hours                              | Kristi Moore                |                                   |
| 2010 | Peep World                             | Meg                         |                                   |
| 2011 | Ironclad                               | Isabel                      |                                   |
| 2011 | Queen of Hearts                        | Queen of Hearts             | Short film                        |
| 2011 | 10 Years                               | Elise                       |                                   |
| 2012 | Deadfall                               | Hanna                       |                                   |
| 2013 | Broken Bells After the Disco           | Girl                        | Short film                        |
| 2014 | Transcendence                          | Bree                        |                                   |
| 2014 | Tiny Detectives                        | Detective Kate              | Short film                        |
| 2015 | Fantastic Four                         | Sue Storm / Invisible Woman |                                   |
| 2015 | Man Down                               | Natalie Drummer             |                                   |
| 2015 | The Martian                            | Beth Johanssen              |                                   |
| 2015 | Captive                                | Ashley Smith                |                                   |
| 2016 | Morgan                                 | Lee Weathers                |                                   |
| 2017 | Megan Leavey                           | Megan Leavey                |                                   |
| 2017 | My Days of Mercy                       | Mercy                       | In post-production; also producer |
| 2017 | Chappaquiddick                         | Mary Jo Kopechne            | In post-production                |
| 2017 | The Heyday of the Insensitive Bastards | Lisa                        | In post-production                |

### Televiziune
| An              | Titlu                              | Rolul                 | Note |
| --------------- | ---------------------------------- | --------------------- | --- |
| 1997            | Law & Order                        | Jenna Erlich          | Episod: "Umbra" |
| 2000            | Madigan Men                        | Julie                 | Episod: "Cavaler Alb" |
| 2000            | Ed                                 | Kelly Kovacs          | Episod: "Fete Frumoase și Vafe" |
| 2001            | Law & Order: Special Victims Unit  | Lori                  | Episod: "Pixies" |
| 2003            | Everwood                           | Kate Morris           | Rol episodic; 2 episoade |
| 2003            | Nip/Tuck                           | Vanessa Bartolomeu    | Rol recurent; 4 episoade |
| 2003            | Caz Rece                           | Jill Shelby           | Episod: "Uită-Te Din Nou" |
| 2003            | Boston Public                      | Helena Gelbke         | Episod: "Capitolul Șaptezeci-Cinci" |
| 2004            | CSI: Miami                         | Stephanie Brooks      | Episod: "Crimă într-un Flash" |
| 2004            | CSI: Crime Scene investigation     | Janelle Macklin       | Episod: "Formalități" |
| 2005            | Jack & Bobby                       | Katie                 | Rol recurent; 6 episoade |
| 2006            | 24                                 | Shari Rothenberg      | Rol recurent; 5 episoade |
| 2009            | Anturajul                          | Brittany              | Rol recurent; 4 episoade |
| 2009            | T Ia                               | Kate                  | Rol episodic; 2 episoade |
| 2011            | American Horror Story: Casa Crimei | Hayden McClaine       | Rol recurent; 8 episoade |
| 2012            | Tron: Uprising                     | Perl (voce)           | Rol episodic; 2 episoade |
| 2013-2014, 2016 | Culisele puterii                   | Zoe Barnes            | Rolul principal (Sezonul 1), rol episodic (Sezonul 2, 4); 14 episoade Nominalizat – Primetime Emmy Award pentru Restante de Oaspeți Actriță într-un serial dramatic (2014) |
| 2014            | Robot Chicken                      | Diverse voci          | Rol episodic; 2 episoade |
| 2015            | Moonbeam City                      | Crisalida Tate (voce) | Rolul principal; 10 episoade |

## Legaturi externe
- Kate Mara pe Twitter
- Kate Mara la Internet Movie Database